# Semiothisa obliterata
Semiothisa obliterata är en fjärilsart som beskrevs av Max Joseph Bastelberger 1908. Semiothisa obliterata ingår i släktet Semiothisa och familjen mätare. Inga underarter finns listade i Catalogue of Life.